# Karl Wilfert (Konstrukteur)
Karl Wilfert (* 1. Juli 1907 in Wien; † 8. März 1976) war Chefentwickler bei Daimler-Benz von 1929 bis 1974.

## Leben
Von 1922 bis 1926 absolvierte Wilfert ein Maschinenbau-Studium in Wien und war bis 1929 Konstrukteur bei Steyr Daimler Puch. Ab 1929 bis zu seiner Pensionierung 1974 war er in Diensten von Daimler-Benz; zuletzt als Leiter der Karosserieentwicklung.
Er hatte großen Einfluss auf die Entwicklungen bei Daimler-Benz, vor allem für den W 198 und W 113. Mitte bis Ende der 1930er Jahre entwickelte Wilfert zusammen mit Béla Barényi die Vorstufe der gestaltfesten Fahrgastzelle mit Knautschzonen, einen speziellen Plattformrahmen, der sogar schon Maßnahmen zum Schutz gegen Seitenaufprall aufwies. Während des Krieges war Wilfert als Oberingenieur im Flugmotorenbau und als Leiter eines Produktionswerkes in Schwäbisch Gmünd tätig. Die Fortsetzung im Sindelfinger Karosseriebau begann 1949; eine Ergänzung erfuhr sein Verantwortungsbereich ab 1954/1955 durch die neue Stilistik-Abteilung, welcher neben Friedrich Geiger später noch Paul Bracq und Bruno Sacco angehörten. Karl Wilfert arbeitete auf das Engste mit Bela Barenyi zusammen; viele der Innovationen in der PKW-Sicherheit müssen beiden Vordenkern zugeordnet werden. Wilfert kümmerte sich genauso wie Barenyi um die systematische Entwicklung der Fahrzeugsicherheit. Das Gesamtkonzept wurde in jahrelanger Diskussion immer wieder angepasst und später mit den zwei wesentlichen Kategorien aktive und passive Sicherheit veröffentlicht. Der Stellvertreter von Karl Wilfert war seit 1971 Werner Breitschwerdt, welcher auch zwei Jahre später sein Nachfolger wurde.
1973 ehrte ihn die Technische Universität Wien mit dem Ehrendoktorat.